# Shuchō
Shuchō, Suchō ili Akamitori (japanski 朱鳥, hiragana しゅちょう、すちょう、あかみとり) je razdoblje povijesti Japana mjereno po sustavu starinskog japanskog brojanja godina. Podrazdoblje je razdoblja Asuke. Uslijedilo je nakon jedne praznine, neslužbenog razdoblja Hakuhōa (673. – 686.). Trajalo je četiri mjeseca, od lipnja do rujna 686. godine, za vrijeme carevanja careva Temmua i carice Jitō.
Nakon Shuchōa, uslijedila je jedna praznina, nakon koje je uslijedilo razdoblje Taihō.

## Vanjske poveznice
- Kokkaijska knjižnica (Knjižnica japanskog nacionalnog parlamenta), "Japanski kalendar" -- povijesni pregled i ilustrirani prikazi iz knjižnične zbirke